# Джміль (вогнемет)
Реактивний піхотний вогнемет РПВ «Джміль» (рос. РПО-А «Шмель») — динамореактивний вогнемет одноразового застосування радянського/російського виробництва. Призначений для ураження відкритих вогневих точок, легкоброньованої та автомобільної техніки, знищення солдат противника на відкритому просторі та у замкнених приміщеннях. За фугасною дією 93-мм калібр РПВ-А на основні види цілей не поступається 122-152-мм артилерійським снарядам. Вогнемет конструктивно складається зі склопластикової пускової труби-контейнера, капсули з термобаричним/запальним/димовим боєприпасом та порохового/твердопаливного реактивного двигуна. Стоїть переважно на озброєнні армій країн колишнього СРСР (Росія, Україна).

## Історія створення

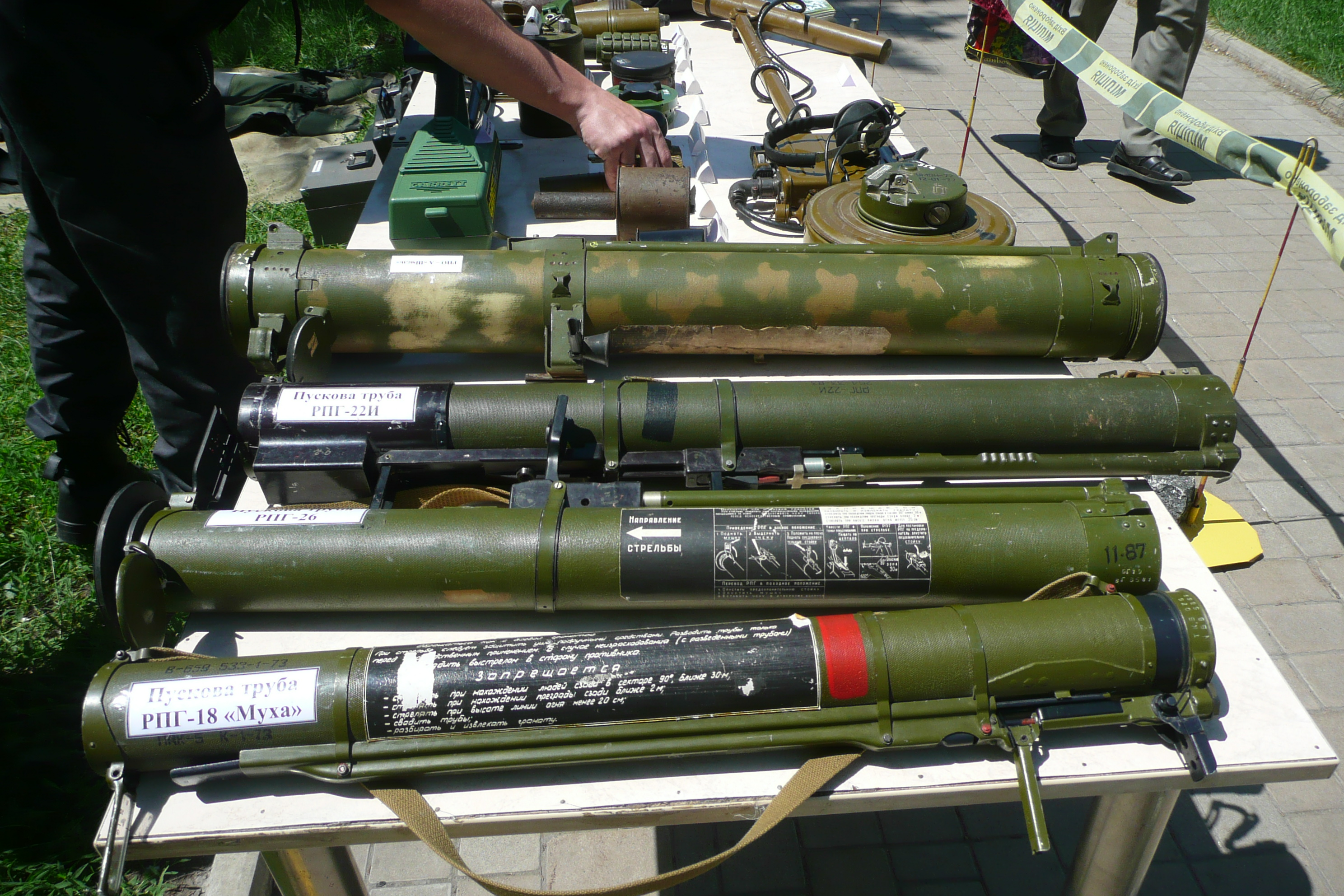
«Джміль» (зверху) у порівнянні з реактивними протитанковими гранатами: РПГ-22И, РПГ-26, РПГ-18

Поштовхом для винайдення динамореактивних вогнеметів став той факт, що ранцеві вогнемети, що працюють на стисненому повітрі, мали надто малу дальність дії (50-70 м), до того ж значна частина пального згоряла у польоті до цілі. Намагаючись підвищити ефективність дії вогнеметів радянські конструктори тульського КБП у 1972 році запропонували цілком нову схему — динамореактивну. Пальне було герметизоване у капсулі, яка доставлялася до цілі за допомогою порохового двигуна, який повністю відпрацьовував у каналі ствола (безвідкатна схема). У 1975 році на озброєння був прийнятий перший радянський динамореактивний вогнемет РПВ «Рись» багаторазового використання.
Зважаючи на досвід бойового використання РПВ в локальних конфліктах, виявлені недоліки в конструкції і експлуатації вогнемета «Рись», конструктори КБП під керівництвом генерального конструктора Шипунова вже у 1976 році приступили до робіт по конструюванню одноразового динамореактивного піхотного вогнемета. У 1984 році перші зразки нових вогнеметів розпочали полігонні випробування. Ця зброя отримала назву «реактивний піхотний вогнемет» (за аналогією з вже прийнятим на озброєння у 1975 році РПВ «Рись»), але фактично була реактивним штурмовим гранатометом. Після військових випробувань (у тому числі в Афганістані) у 1988 році вогнемету було присвоєно найменування «реактивний піхотний вогнемет РПВ» (у військах також називався «Джміль», за аналогією з одноразовим РПГ-18 «Муха»). Термобарична модифікація РПВ спочатку надходила на озброєння тільки вогнеметних підрозділів (окремих батальйонів) хімічних військ, пізніше у повітряно-десантні війська і частини спецназу. Сьогодні РПВ «Джміль» стоїть на озброєнні загальновійськових частин.

## Конструкція
Вогнемет складається з таких частин:
- Контейнер — склопластикова труба з фланцями, на якій розміщені ударно-спусковий механізм, діоптричний приціл, ремінь для переносу та вузли кріплення у в'юк (передній і задній бандажі). Контейнер призначений для забезпечення герметичної упаковки оболонки зі спорядженням і реактивного двигуна, здійснення пострілу і скерування боєприпасу в напрямку цілі.
- Боєприпас — оперена металева капсула аеродинамічної форми, що обертається в польоті навколо поздовжньої осі. Капсула заповнена термобаричною/запальною/димовою сумішшю з детонатором інерційної дії в центральній частині і містить блок таблеток запалювально-розривного заряду. У тильній частині капсули розміщено репер із 4-ма лопатками, які розкриваються після виходу боєприпасу з каналу ствола. Боєприпас призначений для ураження цілі.
- Реактивний двигун — пороховий/твердопаливний, що відокремлюється від боєприпаса у стволі, з вивільненням частини реактивного струменя у заснарядний простір ствола. Двигун складається з камери, викидного заряду й ініціатора. Двигун призначений для надавання боєприпасу необхідної швидкості. Двигун кріпиться до боєприпасу за допомогою цанги (опорного стакана). Під час пострілу порохові гази витікають через сопла двигуна і виштовхують боєприпас з каналу ствола, при цьому двигун залишається в стволі і тільки після виходу боєприпасу викидається залишковим тиском з пускового контейнера назад на кілька метрів.

Вогнемет РПВ «Джміль» — зброя одноразового застосування і переспорядженню не підлягає, після пострілу контейнер викидається.
Маркування на корпус пускового контейнера наноситься між бандажем і корпусом механізму: МО.1.02.00

## Тактико-технічні характеристики
| ТТХ                                            | «Рись» | «Джміль» | «Джміль-М» |
| ---------------------------------------------- | ------ | -------- | ---------- |
| Калібр, мм                                     | 110,5  | 93       | 90         |
| Прицільная дальність, м                        | 190    | 600      | 800        |
| Ефективна дальність пострілу, м                | 150    | 200      | 300        |
| Максимальна дальність польоту капсули, м       | 400    | 1000     | 1700       |
| Маса вогнемету, кг                             | 12,6   | 11       | 8,8        |
| Маса суміші в капсулі, кг                      | 4      | 2,1      | 3,2        |
| Довжина вогнемету, мм                          | 1440   | 920      | 940        |
| Час переводу з походного положення у бойове, с | 60     | 30       | 30         |

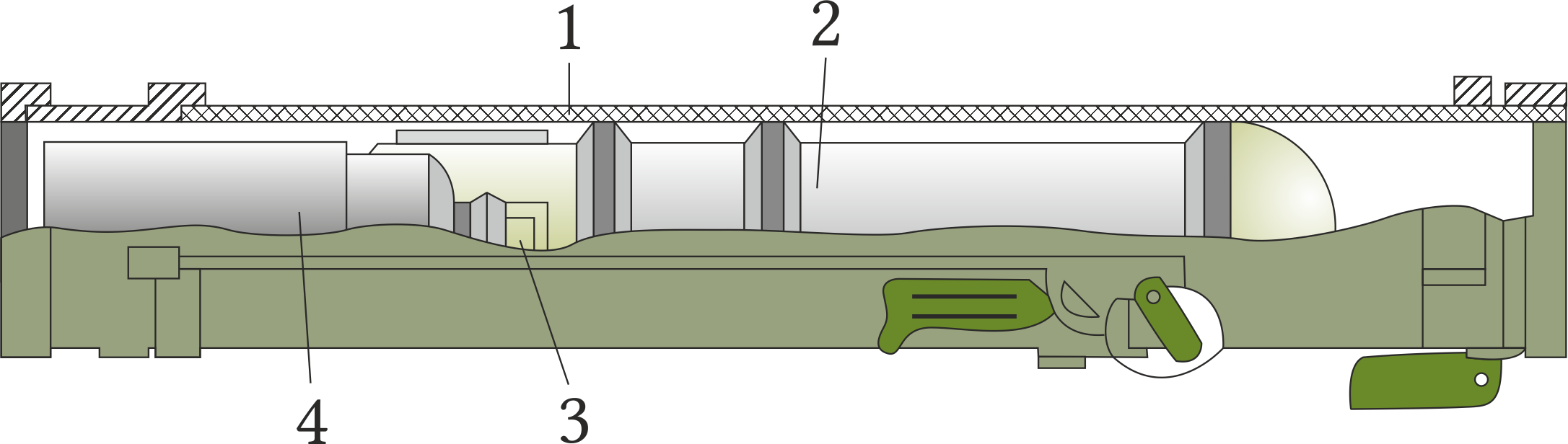
Схема конструкції РПВ-А «Джміль». Цифри: 1- корпус контейнера; 2- боєприпас; 3- цанга; 4- реактивний двигун

Площа ураження термобаричного боєприпасу ПРВ-А: на відкритій місцевості — від 50 м2, у приміщеннях — до 80 м2. Закриті цілі уражаються через різкий перепад тиску навіть без руйнування бронеперегородок, якщо вони не герметизовані (амбразури ДОТів, БТРи з відкритими люками, тощо).

### Недоліки
Одним із суттєвих недоліків РПВ-А «Джміль» є його значна маса (11 кг), яка не дозволяє збільшити боєкомплект стрільця-вогнеметника. Штатний в'юк із двома РПВ-А (22 кг) надто важкий для транспортування, особливо в гірській місцевості. Крім того, стрілець несе на собі штатний АК-74 з боєкомплектом. Саме через це у 2003 році на заміну РПВ «Джміль» був прийнятий на озброєння малогабаритний реактивний вогнемет МРВ у трьох модифікаціях.
Ще один недолік РПВ «Джміль» полягає у наявності штатного діоптричного прицілу, що практично не дає змоги в бойових умовах вести прицільний вогонь на відстань більше 200 м. Комплектація спеціальним оптичним прицілом ОПО підвищує прицільну дальність до 400 м, проте збільшує і без того значну масу вогнемету. Штатний діоптричний приціл не дає змоги здійснити прицільний постріл вночі, у сутінках, чи тумані.
Позаяк швидкість польоту боєприпасу становить усього 125 м/с на точність пострілу суттєво впливають погодні умови — швидкість бокового вітру, дощ, туман. Тому в реальних бойових умовах прицільно попасти із РПВ із штатним діоптричним прицілом у ціль типу «амбразура-ДОТ» на відстані понад 200 м дуже важко.

## Порядок роботи

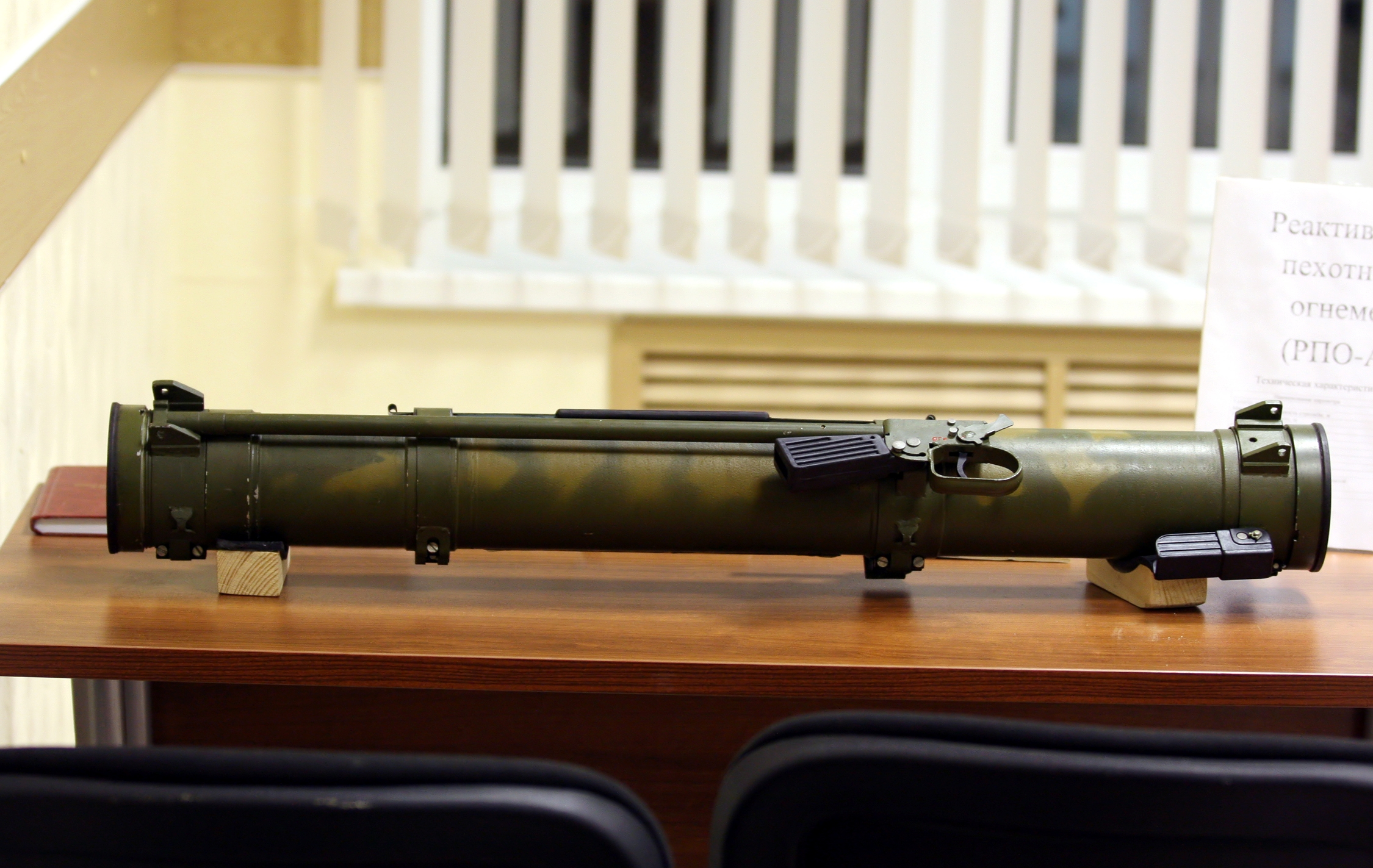
РПВ-А у похідному положенні

1. Перевести переднє руків'я з похідного положення в бойове, натиснувши сферичну головку на рукоятці. Під дією пружини рукоятка відводиться від пускового контейнера до клацання, що означає бойове положення рукоятки.
2. Перевести рукоятку ударно-спускового механізму з похідного положення в бойове до упора натискаючи стопор.
3. Зняти ударно-спусковий механізм із запобіжника повернувши личку проти годинникової стрілки з положення «ПР» у положення «ОГ».
4. При натисканні на спусковий гачок бойок наколює капсуль підсилювача. Струмінь полум'я підпалює метальний пороховий заряд.
5. Тиск порохових газів розганяє боєприпас всередині контейнера. Передня кришка відкидається стисненим повітрям, звільняючи шлях для боєприпасу. Одночасно порохові гази, витікаючи через сопла двигуна викидають з контейнера назад вкладиші, які кріплять двигун і задню кришку контейнера.
6. При виході боєприпасу з каналу контейнера розпрямляються крила репера і закручують боєприпас навколо подовжньої осі. На відстані 9-12 м від дульного зрізу спрацьовує механізм дальнього зведення підривача.

Категорично заборонено:
- розбирати вогнемет;
- переводити ударно-спусковий механізм у бойове положення вхолосту, без виконання пострілу;
- виконувати постріл не переконавшись, що ремінь для переносу вогнемета не заважає відстрілу задньої кришки;
- стріляти по цілях, розташованих ближче ніж 20 м від вогнеметника;
- стріляти з положення, коли позаду вогнеметника близько розташована стіна чи інша перешкода.

## Бойове застосування
- В Афганістані, використовували підрозділи радянського спецназу для боротьби з афганськими повстанцями з укріплених споруд застосовували таку тактику: вогнеметник і гранатометник діяли у парі. Спочатку гранатометник пробивав у дувалі отвір, а якщо цього виявлялось недостатньо для знищення цілі, вогнеметник прицільним пострілом запускав туди термобаричний боєприпас.
- За свідченнями бійців спецназу у ході першої і другої чеченських воєн, спецоперацій в Дагестані та Інгушетії, РПВ-А є ефективною зброєю у контрснайперській боротьбі. Якщо не вдається знищити снайпера іншими методами — застосовують тактику 2+1: кулеметник з автоматниками обстрілюють позицію снайпера, не даючи йому підняти голову, а в той час вогнеметник швидко вибігає на позицію і здійснює постріл.
- Війна на сході України.
- Російське вторгнення в Україну (з 2022) Можливо, був використаний під час атак на ЧМ флот рф, встановленим на БЕК «Sea Baby»[4]

## Модифікації

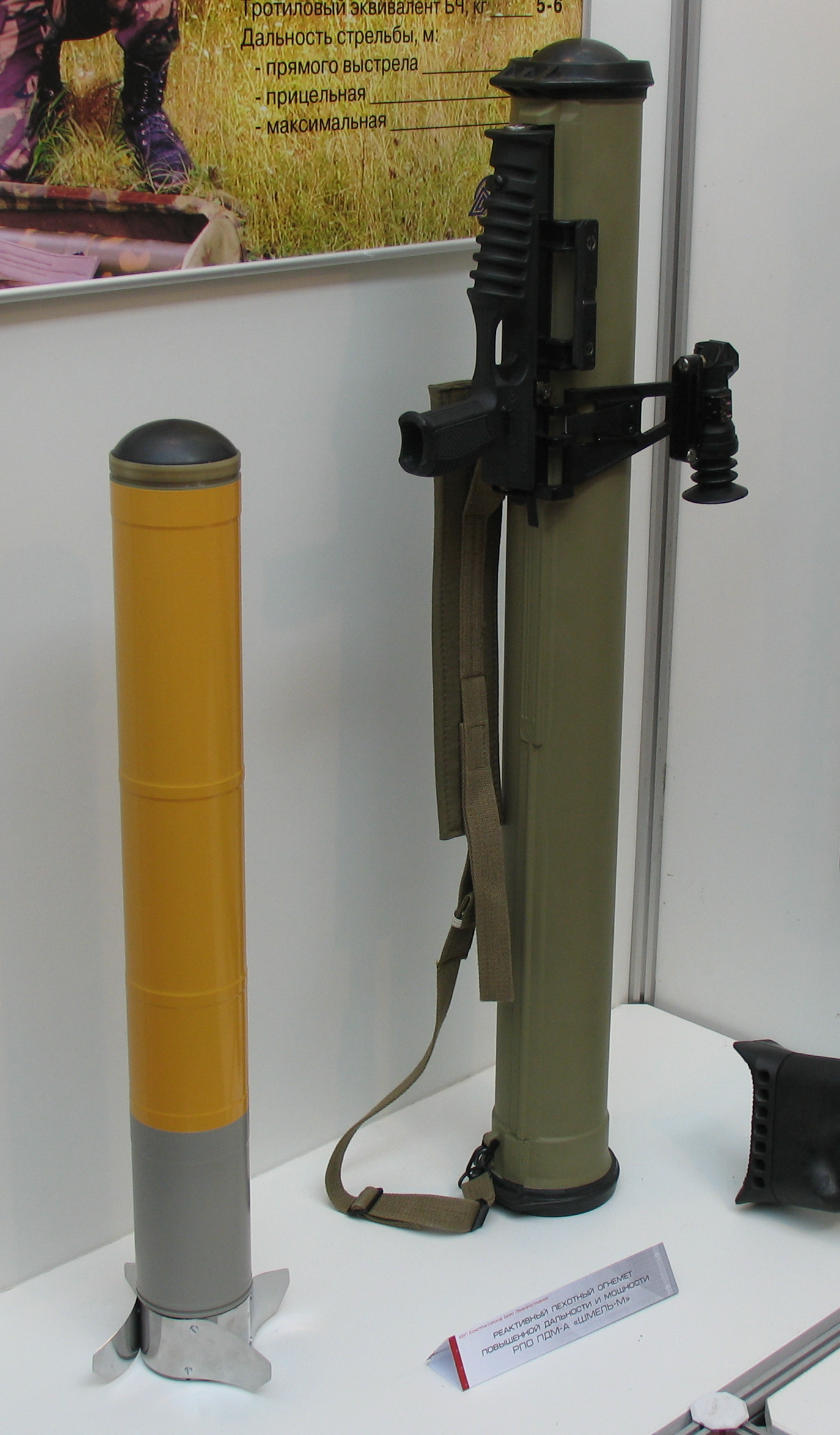
«Джміль-М». Пусковий контейнер і термобаричний боєприпас на виставці МАКС-2013

Вогнемет виробляється у трьох основних модифікаціях:
- РПВ-А — дві червоні смужки на кришці. Термобаричний боєприпас для ураження відкритої живої сили противника у місті, у полі й у горах, для руйнування укриттів, автомобільної і легкоброньованої техніки.

Боєприпас РПВ-А під час вибуху створює надлишковий тиск 0,4-0,8 кг/см² на відстані 5 м від епіцентру вибуху на відкритій місцевості і 4-7 кг/см² — у приміщенні об'ємом до 90 м³. Імпульс тиску на фронті ударної хвилі від вибуху термобаричного боєприпасу значно вище ніж традиційних вибухових речовин (тринітротолуол, гексоген), що у закритих приміщеннях часто призводить до руйнування перекриттів і стін. В зоні розпилення термобаричної суміші відбувається повне вигорання кисню і температура сягає 800 °C. Ударна хвиля затікає в окопи, укриття, амбразури ДОТів (гск і т.п.) тощо.
- РПВ-З — одна червона смужка на кришці. Запалювальний боєприпас для створення ландшафтних пожеж і пожеж у будинках, спорудах і складах ПММ. Запалювальний боєприпас у приміщеннях об'ємом 90-100 м³ створює об'ємне горіння суміші упродовж 5-7 с, підпалює предмети з горючих матеріалів а на відкритій місцевості створює ландшафтні пожежі за рахунок утворення приблизно 20 вогнищ на загальній площі до 300 м².
- РПВ-Д — одна жовта смужка на кришці. Вибух димового боєприпасу створює непроглядну димову завісу упродовж 1,2-2 хвилин довжиною 55-90 м на відкритій місцевості, в різних спорудах об'ємом до 1500 м³ створює вогнища пожеж, без руйнування негорючих матеріалів. Створює нестерпні умови для незахищених протигазами людей і засліплює їх на 3-5 хвилин.
- РПВ-КА — одна чорна й одна червона смужки на кришці. Тандемний кумулятивно-термобаричний боєприпас для ураження броньованих і міцно укріплених цілей. Кумулятивний заряд боєприпасу пробиває броню, а термобаричний вибух частково затікає через пробоїну і уражує людей.
- МРВ-А — вкорочений варіант РПВ-А для дій спецпідрозділів в умовах щільної міської забудови. Конструктивно частково аналогічний РПГ-26. Випускається у трьох варіантах: димовий (МРВ-Д) і запалювальний (МРВ-З).
- РПВ ПДМ-А Джміль-М — модифікований варіант РПВ-А калібру 90 мм зі зменшеною вагою до 8,8 кг, і збільшеною потужністю термобаричного боєприпасу. У даній модифікації боєприпас і реактивний двигун об'єднані в одному корпусі.
- Є дані про модифікацію з газовим боєприпасом (дві жовті смужки на кришці).
- МГК «Бур» — малогабаритний гранатометний комплекс калібру 62 мм.

## Цікаві факти

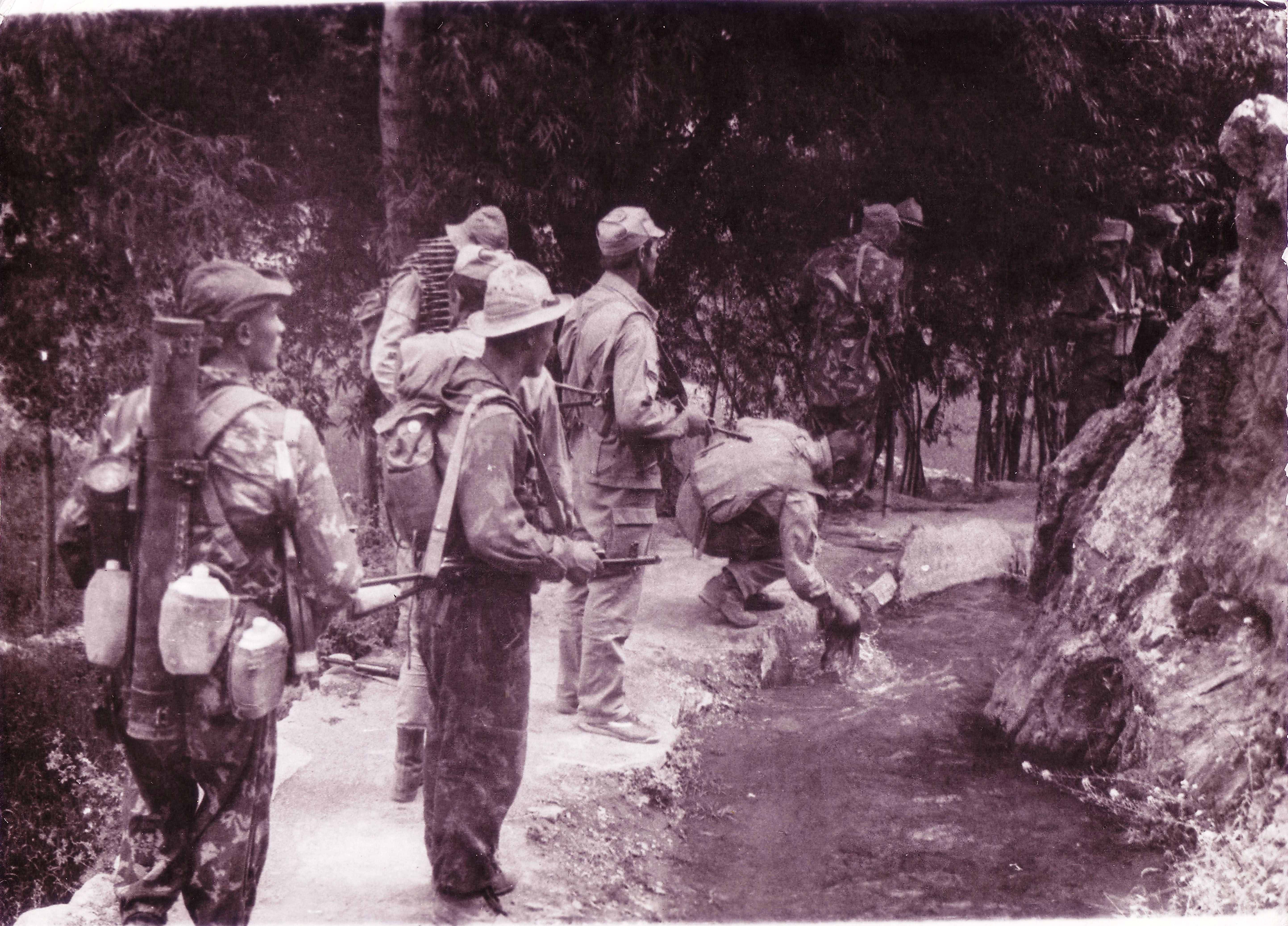
«Джміль» на спині бійця спецназу СРСР в Афганістані, 1988 рік

- На початку 2012 року, коли формувалася перша бригада військової поліції Росії (на базі 130-ї окремої мотострілецької бригади), її планувалося з часом озброїти також і ПРВ-А «Джміль»[6][7]. Пізніше 130-та бригада була перейменована у Семеновський полк[8], функції ВП значно скорочені[9]. Про озброєння ВП Росії вогнеметами після 2012 року згадок немає.
- Для відпрацювання у особового складу навичок застосування РПВ-А «Джміль» без практичного використання вогнемета, у 2000-х роках в Російській Федерації розроблений і прийнятий на озброєння електронний лазерний тренажер «Яничар», що дозволяє здійснювати підготовку вогнеметників в пункті постійної дислокації[10].
- За однією з версій, 8 лютого 2017 року пострілом з «Джмеля» був ліквідований Михайло Толстих — командир батальйону «Сомалі», з так званого ДНР, відомий під позивним «Гіві».

## Оператори
Вогнемети знаходяться на озброєнні армій таких країн:[джерело?]
| - Росія - Білорусь - Вірменія - Казахстан - Україна | - Грузія - Сербія - Північна Корея - Індія - Шрі-Ланка |